# Kevin Zenón
Kevin Andrés Zenón (Goya, Provincia de Corrientes, Argentina; 30 de julio de 2001) es un futbolista argentino. Juega como mediocampista por izquierda y su primer equipo fue Unión de Santa Fe. Actualmente milita en Boca Juniors de la Liga Profesional. Fue internacional con la Selección de fútbol sub-23 de Argentina en 2024.

## Trayectoria

### Unión de Santa Fe
Oriundo de Goya, Kevin Zenón se inició futbolísticamente en el club San Ramón de su ciudad natal hasta que a los 16 años se sumó a las inferiores de Unión de Santa Fe tras superar una prueba. Allí comenzó jugando en sexta división y ya en octubre de 2018 fue promovido al plantel de Reserva.
A principios de 2020 el técnico Leonardo Madelón decidió llevarlo a la pretemporada con el plantel profesional, pero fue con la llegada de Juan Manuel Azconzábal que comenzó a tener más protagonismo, siendo incluido en la lista de jugadores para la Copa Sudamericana. Su debut con la camiseta rojiblanca se produjo el 29 de octubre, en la derrota de Unión 1-0 ante Emelec de Ecuador: ese día ingresó a los 21 del ST en reemplazo de Ezequiel Cañete. A los pocos días firmó su primer contrato con el club.

### Boca Juniors
El 23 de enero de 2024 fue presentado oficialmente como nuevo jugador de Boca Juniors.Su debut se produjo el 27 de enero frente a Platense. El 14 de febrero de ese año, a menos de un mes de su presentación, marcó su primer gol oficial frente a Central Córdoba (SdE) en La Bombonera.En ese partido también asistió a Miguel Merentiel, quien metió el gol en la línea del arco.
Al año siguiente debutaría en la Libertadores en el partido de ida contra Alianza Lima de la Fase 2 el 18 de febrero, entrando al minuto 82 remplazando a Carlos Palacios. A la siguiente semana, en la vuelta, marcaría para el 2 a 1 al partido dándole el empate a su equipo, y también metiendo su primer gol en el torneo. El xeneize caería en penales esa misma noche y quedando eliminado de la copa.

## Selección nacional

### Categorías juveniles
El 2 de julio de 2024 el entrenador Javier Mascherano lo confirmó en la lista definitiva de 18 jugadores de la Selección Argentina Sub-23 para los Juegos Olímpicos de París 2024. Su debut fue como titular frente a Marruecos dónde salió reemplazado a los 9 minutos del segundo tiempo por Giuliano Simeone.

#### Participaciones en Juegos Olímpicos
| Torneo                | Sede  | Resultado        |
| --------------------- | ----- | ---------------- |
| Juegos Olímpicos 2024 | París | Cuartos de final |

## Estadísticas
- Actualizado al 27 de julio de 2025

### Clubes
| Club                   | Div.                | Temporada           | Liga | Liga | Liga | Copa Nacional | Copa Nacional | Copa Nacional | Copa Internacional | Copa Internacional | Copa Internacional | Total | Total | Total |
| Club                   | Div.                | Temporada           | PJ   | G    | A    | PJ            | G             | A             | PJ                 | G                  | A                  | PJ    | G     | A     |
| ---------------------- | ------------------- | ------------------- | ---- | ---- | ---- | ------------- | ------------- | ------------- | ------------------ | ------------------ | ------------------ | ----- | ----- | ----- |
| Unión Argentina        | 1.ª                 | 2020                | -    | -    | -    | 6             | 0             | 1             | 3                  | 0                  | 0                  | 9     | 0     | 1     |
| Unión Argentina        | 1.ª                 | 2021                | 20   | 0    | 0    | 12            | 1             | 2             | -                  | -                  | -                  | 32    | 1     | 2     |
| Unión Argentina        | 1.ª                 | 2022                | 20   | 1    | 2    | 11            | 0             | 1             | 7                  | 1                  | 1                  | 38    | 2     | 4     |
| Unión Argentina        | 1.ª                 | 2023                | 21   | 2    | 0    | 15            | 2             | 3             | -                  | -                  | -                  | 36    | 4     | 3     |
| Unión Argentina        | Total               | Total               | 61   | 3    | 2    | 44            | 3             | 7             | 10                 | 1                  | 1                  | 115   | 7     | 10    |
| Boca Juniors Argentina | 1.ª                 | 2024                | 18   | 2    | 1    | 21            | 2             | 4             | 7                  | 2                  | 2                  | 46    | 6     | 7     |
| Boca Juniors Argentina | 1.ª                 | 2025                | 19   | 2    | 0    | 2             | 1             | 0             | 5                  | 1                  | 0                  | 26    | 4     | 0     |
| Boca Juniors Argentina | Total               | Total               | 37   | 4    | 1    | 23            | 3             | 4             | 12                 | 3                  | 2                  | 72    | 10    | 7     |
| Total en su carrera    | Total en su carrera | Total en su carrera | 98   | 7    | 3    | 67            | 6             | 11            | 22                 | 4                  | 3                  | 187   | 17    | 17    |

### Selección
| Sub-23 Argentina              | 2024                | - | - | - | - | - | - | 4 | 0 | 2 | 4 | 0 | 2 |
| Sub-23 Argentina              | Total               | - | - | - | - | - | - | 4 | 0 | 2 | 4 | 0 | 2 |
| Total en su carrera           | Total en su carrera | - | - | - | - | - | - | 4 | 0 | 2 | 4 | 0 | 2 |
| (1) Incluye Juegos Olímpicos. |                     |   |   |   |   |   |   |   |   |   |   |   |   |